# Hoa hậu Chuyển giới Quốc tế 2013
Hoa hậu Chuyển giới Quốc tế 2013 là cuộc thi Hoa hậu Chuyển giới Quốc tế lần thứ 9 được tổ chức tại Pattaya, Thái Lan vào ngày 1 tháng 11 năm 2013. Hoa hậu Chuyển giới Quốc tế 2013 -  Kevin Balot đến từ Philippines đã trao lại vương miện cho người kế nhiệm, cô Marcela Ohio đến từ Brazil

## Kết quả
| Kết quả                          | Thí sinh |
| -------------------------------- | --- |
| Hoa hậu Chuyển giới Quốc tế 2013 | - #16 Brazil – Marcela Ohio |
| Á hậu 1                          | - #20 Hoa Kỳ – Shantell D'Marco |
| Á hậu 2                          | - #09 Thái Lan – Nethnapada Kanlayanon |
| Top 10                           | - #15 Nam Phi – Anastasia Jemiskavegus - #07 Malaysia – Nur Sajat - #25 Pháp – Renata Ferreira - #06 Nhật Bản – Seri Fujinomiya - #21 Nhật Bản – Satsuki Nishihara - #23 Philippines – Kristina Cassandra Ybarra - #02 Brazil – Roberta Holanda |

## Các giải thưởng phụ
| Giải thưởng                 | Thí sinh                               |
| --------------------------- | -------------------------------------- |
| Trang phục Dân tộc đẹp nhất | - #19 Hàn Quốc – Arisa Kim             |
| Hoa hậu Thân thiện          | - #08 Tây Ban Nha – Carolina Medina    |
| Hoa hậu Ảnh                 | - #09 Thái Lan – Nethnapada Kanlayanon |
| Trang phục Dạ Hội đẹp nhất  | - #16 Brazil – Marcela Ohio            |
| Hoa hậu Tài năng            | - #07 Malaysia – Nur Sajat             |
| Miss Rippley's Popular Vote | - #26 Singapore – Anne Patricia Lee    |
| Hoa hậu có làn da hoàn hảo  | - #06 Nhật Bản – Seri Fujinomiya       |
| Trang phục Áo tắm đẹp nhất  | - #17 Venezuela – Nohemi Nontilla      |

### Hoa hậu Tài năng
| Kết quả     | Thí sinh                        |
| ----------- | ------------------------------- |
| Chiến thắng | - #07 Malaysia – Nur Sajat      |
| Á hậu 1     | - #03 Úc – Sharleng Gonzalez    |
| Á hậu 2     | - #20 Hoa Kỳ – Shantell D'Marco |

## Thí sinh
Cuộc thi có 25 thí sinh tham gia.
| Số báo danh | Quốc gia     | Thí sinh                  |
| ----------- | ------------ | ------------------------- |
| 01          | Myanmar      | Tanya Maung               |
| 02          | Brazil       | Roberta Holanda           |
| 03          | Australia    | Sharleng Gonzalez         |
| 04          | Venezuela    | Chanel                    |
| 05          | Philippines  | Godiva Marie Archacia     |
| 06          | Japan        | Seri Fujinomiya           |
| 07          | Malaysia     | Nur Sajat                 |
| 08          | Spain        | Carolina Medina           |
| 09          | Thailand     | Nethnapada Kanlayanon     |
| 10          | Australia    | Victoria Martin           |
| 12          | Japan        | Annabel Yu                |
| 13          | Indonesia    | Angeline Hanum            |
| 14          | Philippines  | Andrea Justine Aliman     |
| 15          | South Africa | Anastasia Jemiskavegus    |
| 16          | Brazil       | Marcela Ohio              |
| 17          | Venezuela    | Nohemi Nontilla           |
| 18          | Malaysia     | Patricia Asyeera Wong     |
| 19          | Korea        | Arisa Kim                 |
| 20          | USA          | Shantell D'Marco          |
| 21          | Japan        | Satsuki Nishihara         |
| 22          | Brazil       | Veronica Haddad           |
| 23          | Philippines  | Kristina Cassandra Ybarra |
| 24          | India        | Angela                    |
| 25          | Germany      | Renata Ferreira           |
| 26          | Singapore    | Anne Patricia Lee         |